# Frank S. Matsura
Frank (Sakae) Matsura (rodným jménem Sakae Macuura, 松浦 栄, 1873 – 16. června 1913) byl japonský fotograf působící na počátku dvacátého století, který v roce 1901 odcestoval z Japonska do Ameriky, kde žil až do své předčasné smrti. Více než 1 800 jeho fotografií a skleněných negativů bylo zachráněno Okanoganskou historickou společností a Washingtonskou státní univerzitou.

## Život a dílo
Narodil se v roce 1873 jako potomek císaře Saga, 52. japonského císaře, otci Macuurovi, pánovi ostrova Hirado na severozápadě Kjúšú. Z neznámých důvodů Matsura svým přátelům a známým tvrdil, že je o sedm let mladší než ve skutečnosti. Například v americkém sčítání lidu z roku 1910 uvádí svůj věk jako 28 a náhrobek na jeho hrobě uvádí, "ve věku 32 let" v roce 1913. Historici objevili jeho žádost o pas ze dne 1901 na jméno "Sakae Matsuura", ve které uvádí svůj věk 27 let. Matsura své nejstarší fotografie podepisoval jako Frank S. Matsuura.
Jeho otec a strýc byli samurajové, kteří sloužili Jošinobu Tokugawovi, 15. šógunovi tokugawského šógunátu. Po reformách císaře Meidži v roce 1868 rodina založila firmu obchodující s čajem. Když jeho rodiče zemřeli, byl vychováván svým strýcem a tetou a studoval angličtinuve škole, kterou založili v Tokiu. Jako další důkaz společenského postavení jeho rodiny dostal obřadní meč.
V roce 1903 odpověděl na inzerát v novinách v Seattlu, kde Jesse Dillabough, majitel hotelu Elliott v Conconully ve Washingtonu, hledal kuchařského pomocníka a pracovníka v prádelně, a byl přijat. Vzal si s sebou své fotografické vybavení a začal fotografovat region Okanogan. Jeho fotografická témata byla široká a rozmanitá a zahrnovala portréty, projekty v oblasti infrastruktury, jako byla výstavba přehrady Conconully, domorodé Američany, oslavy a průvody, autobusy, čluny, zemědělství a prakticky všechny aspekty života lidí v okanoganském kraji.
Čtyři roky pracoval v hotelu Elliott, přitom vyvolával fotografie v prádelně a v roce 1907 se odstěhoval do rostoucího města Okanogan. V Okanoganu postavil obchod s dvěma místnostmi na First Avenue, který sloužil jako fotografický ateliér a temná komora.
I když obchod šel zpočátku pomalu, stal se Matsura časem populárním svými portréty, reklamními a propagačními fotografiemi Okanoganu. Společnost Okanogan Commercial Club distribuovala jeho práce v brožurách a na pohlednicích, několik obrazů bylo vystaveno na výstavě Alaska-Yukon-Pacific Exhibition (AYPE) v roce 1909 v Seattlu, kde na sebe příznivě upozornil. Oficiální fotograf a kurátor výstavy J. A. McCormick v dopise Matsurovi napsal, že jeho kolekce fotografií byla nejlepší ze všech vystavujících států.
Matsura na svých fotografiích zachycoval místní obyvatele v kostýmech, nebo okanoganský baseballový tým Sam's Colts s hráči oblečenými jako staří muži. Matsura měl také průkopnického ducha, fotograficky dokumentoval stavbu prvních 26 mil automobilové cesty mezi Okanoganem a Condon Ferry a dále do Spokane.
Matsura udržoval úzké vztahy s mnoha významnými místními rodinami a často je fotografoval. Dillaboughovi, Nelsonovi, Brownovi, Schallerovi a Gardovi se často objevovali v nápaditých a vynalézavých kompozicích a komických snímcích. Osoby zachycoval během narozeninových oslav, při významných událostech města, školních promocích a ve formálním postoji ve studiových portrétech. Jeho krajinářské fotografie zachycují konec průkopnické éry, jeho portréty domorodých Američanů i nadále zůstávají jedny z nejlepších z této doby.
Matsura dával otevřeně najevo, že trpí tuberkulózou, ale Okanogan byl hluboce šokován, když 16. června 1913 náhle zemřel ve věku 39 let. Matsura byl v této příhraniční oblasti, kterou dokumentoval svým fotoaparátem, respektovanou a oblíbenou postavou. Jeho pohřbu se zúčastnilo více než tři sta domorodých Američanů a smutečních hostů.
Novinový článek otištěný 20. června 1913 ve vydání Okanogan Independent uvedl:

Stín smutku zahalil naši obec na začátku týdne po náhlé smrti Franka S. Matsury, japonského fotografa, který byl nedílnou součástí města již od jeho vzniku před sedmi lety... Byl neokázalým, nenáročným a skromným fotografem jemných schopností a jeho studio obsahuje kolekci pohledů, které tvoří nejkompletnější fotografickou historii tohoto města a okolní oblasti za období sedmi let... Kdykoli se něco dělo, Frank tam byl i se svým fotoaparátem... Propagoval údolí a město Okanogan více než kdokoli jiný...

Matsura byl pohřben v Okanoganu, hodně z jeho děl získal jeho blízký přítel a soudce William Compton Brown. Brown dílo nakonec věnoval do archivu Washington State University, která fotografie katalogizovala a později umístila na internetu. Několik krabic původních Matsurových skleněných negativů bylo objeveno v Brownově garáži po jeho smrti v roce 1963. Na návrh Josepha Wickse, vrchního soudce Okanoganského kraje, je Eva Wilsonová, Brownova dlouholetá pečovatelka darovala Okanoganské historické společnosti.
V roce 1984 japonská TV Asahi odvysílala dvouhodinový dokument, kde roli Franka Matsury hrál Morio Kazama. Sbírky Matsurových prací byly v Japonsku také zveřejněny.

## Dílo Franka S. Matsury

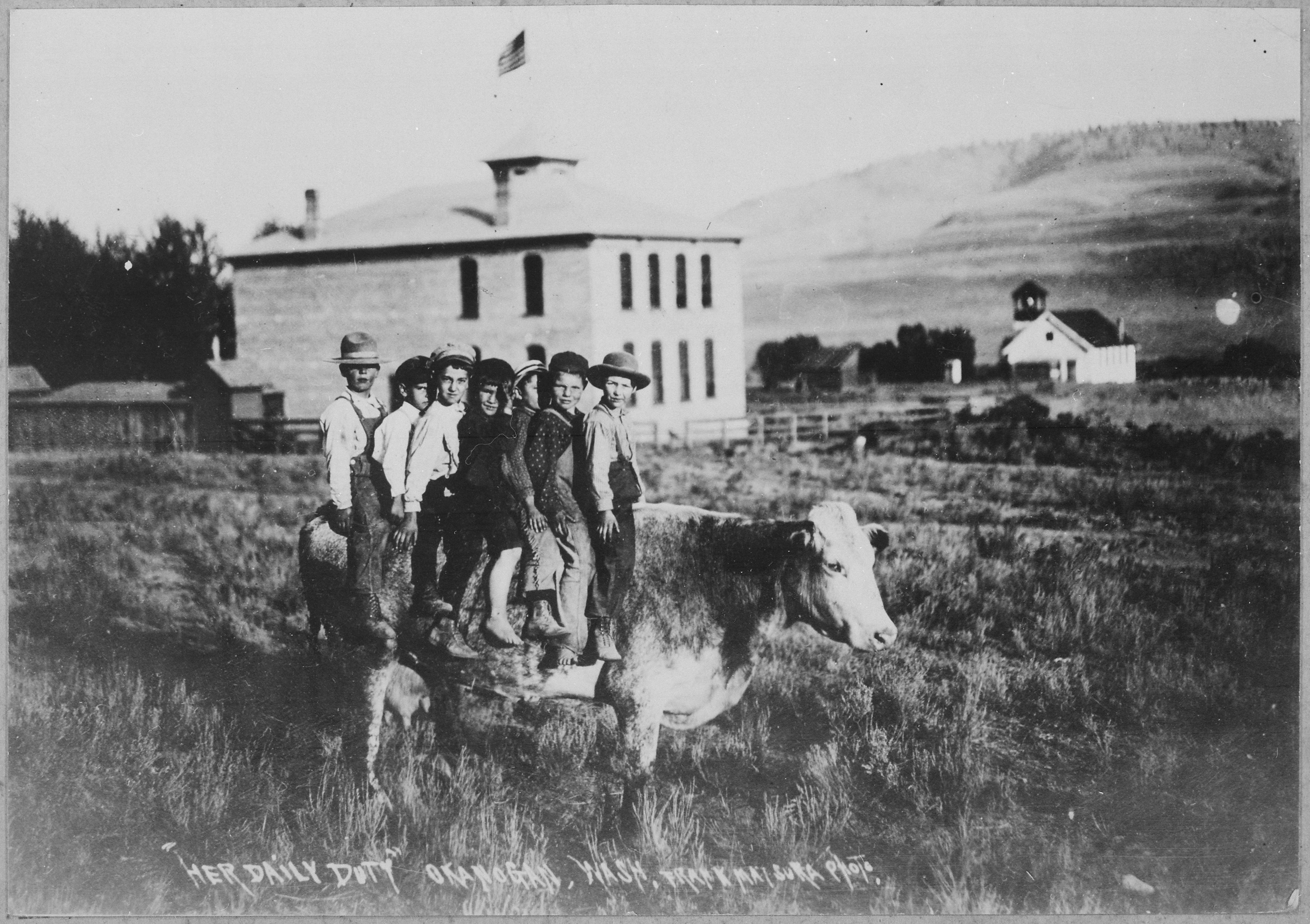
Děti sedící na krávě před školou v Okanoganu, 1907
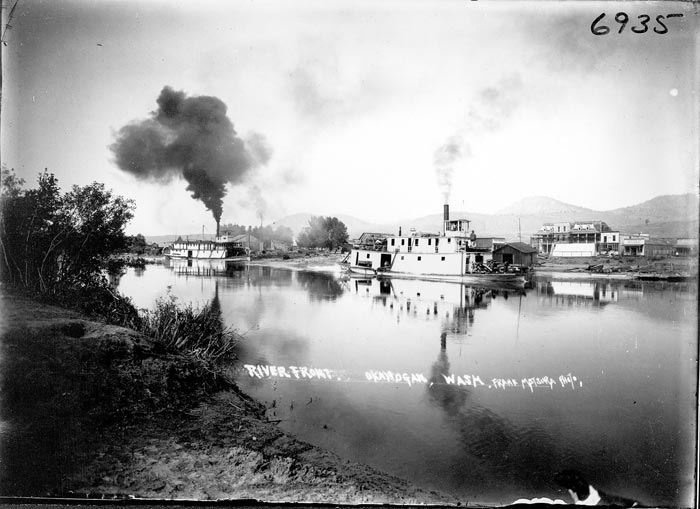
Parníky v Okanoganu, 1909
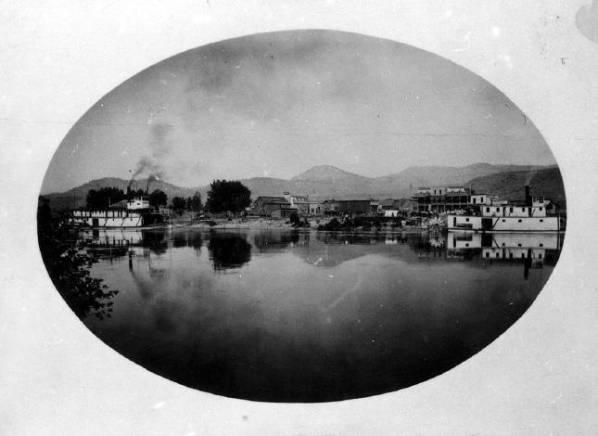
Parníky společnosti Columbia and Okanogan Company, asi 1910
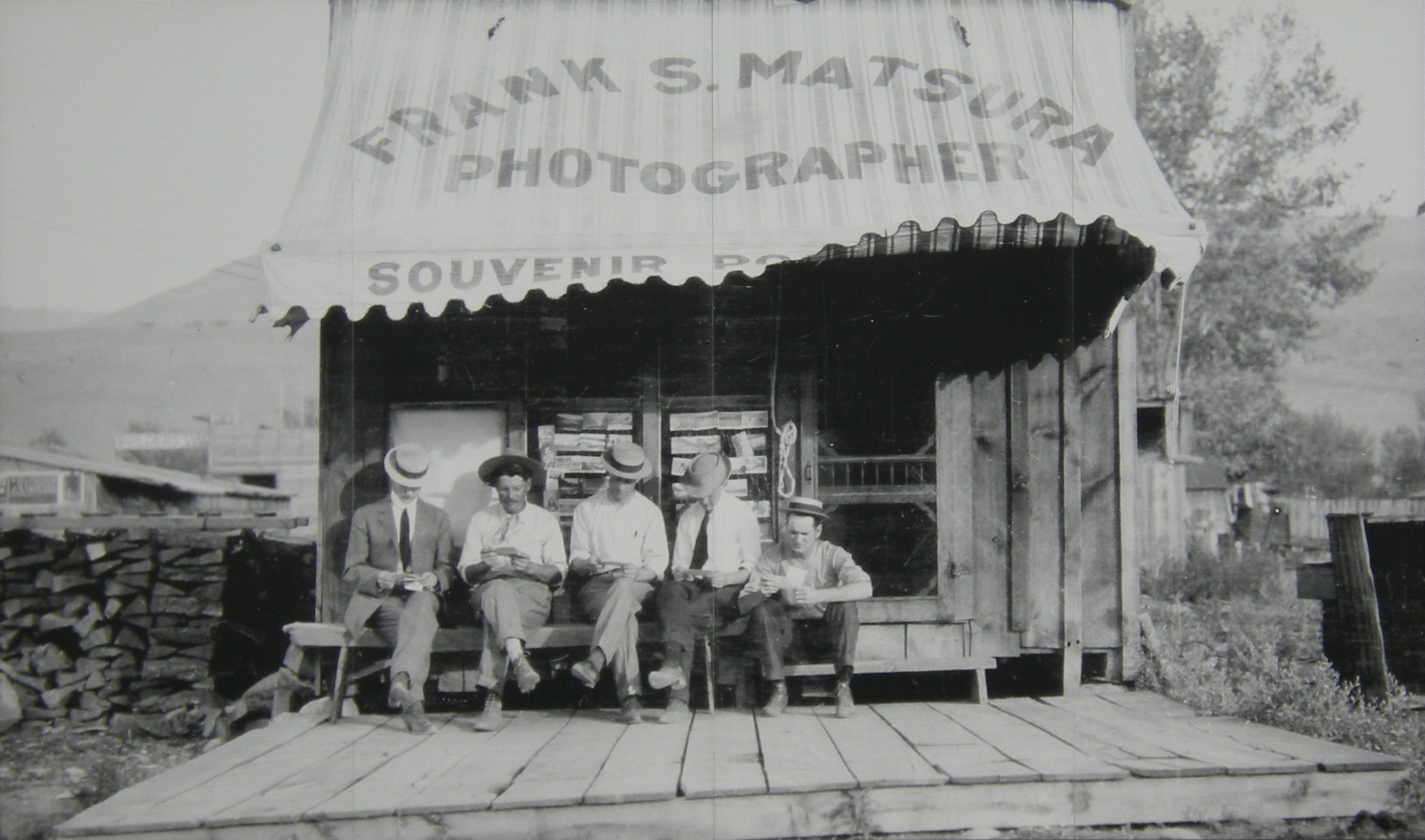
Matsurův ateliér, Okanogan, 1907-1913
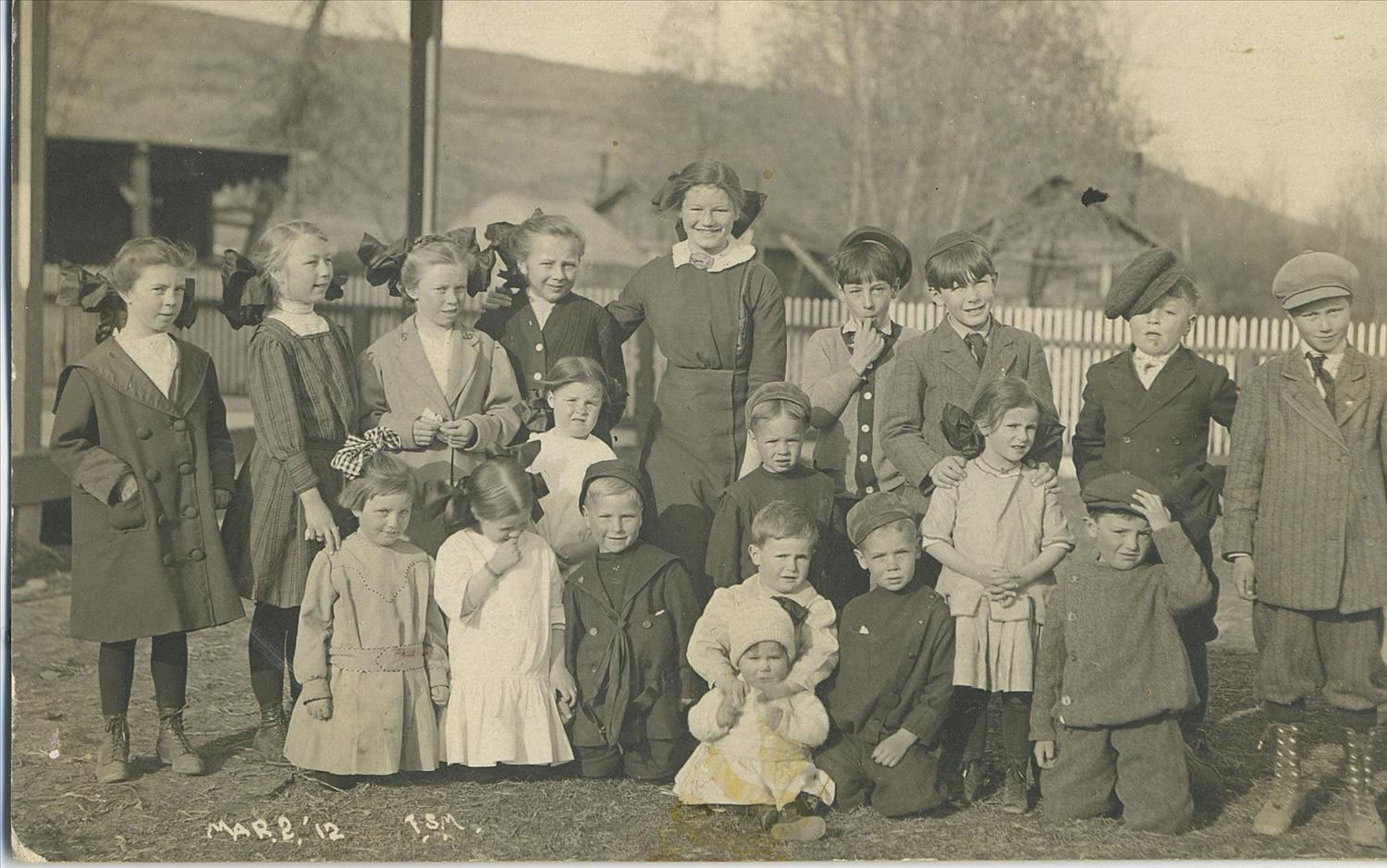
Páté narozeniny Ardes Nelsonové, Okanogan, 1912
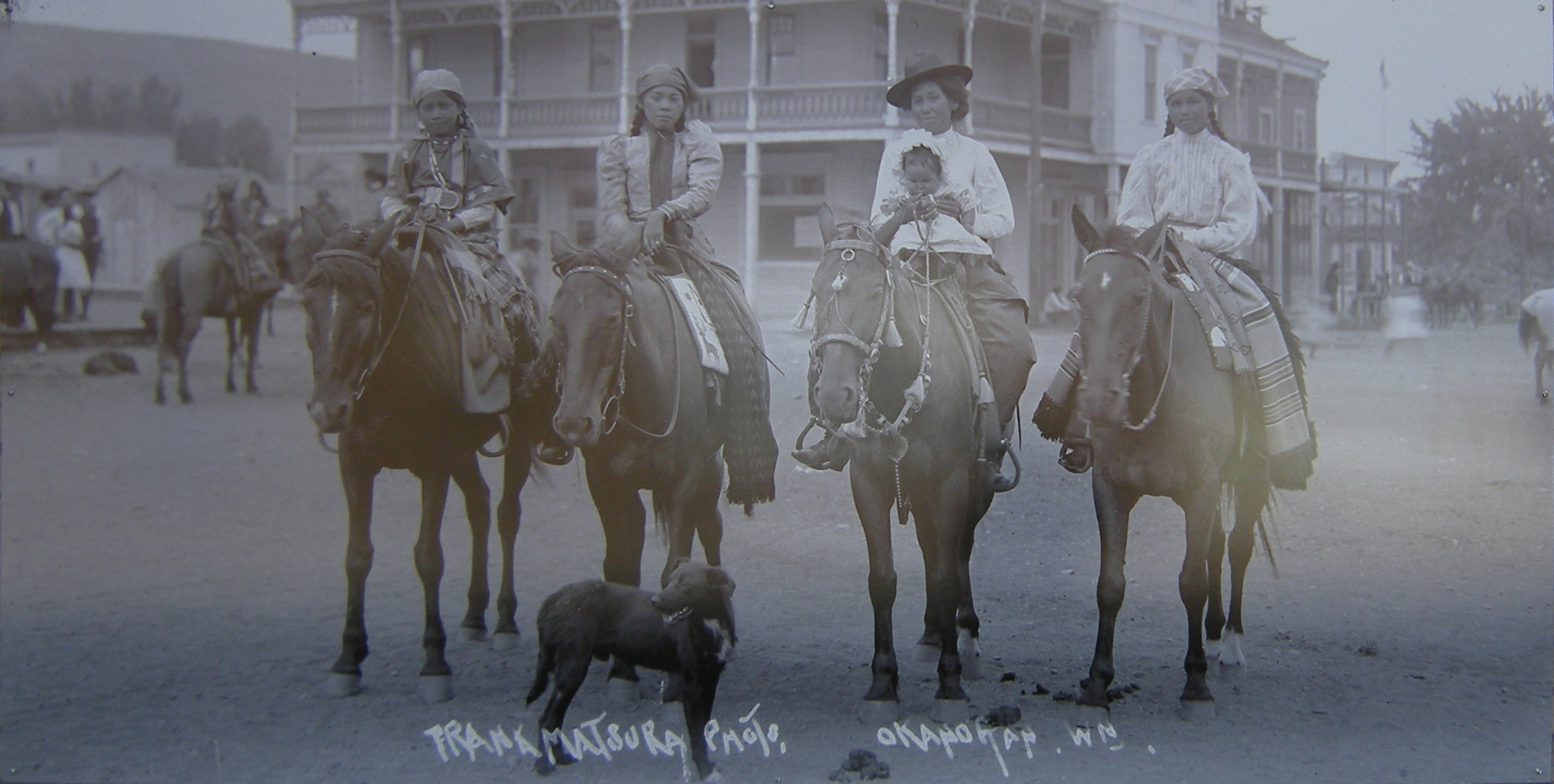
Čtyři ženy, Okanogan, 1911-1912